# 佐久間安次
佐久間 安次（さくま やすつぐ、寛永7年（1630年） - 寛永15年11月20日（1638年12月25日））は、信濃国佐久間氏飯山藩の第3代藩主。第2代藩主・佐久間安長の長男。官位なし。
幼名は三五郎。寛永9年（1632年）、父が死去したためにわずか3歳で家督を継いだ。このため、藩政は重臣の手によって執り行われている。しかし寛永15年（1638年）11月20日に9歳で死去した。当然、嗣子があろうはずもなく、佐久間家は断絶し、改易となった。法号は大雄院殿徳用宗麟童子。平成に入り、菩提寺の大聖寺（長野県飯山市）に位牌が新調された。